# Dème de Pangée
Le dème de Pangée (grec moderne : Δήμος Παγγαίου) est un dème situé dans la périphérie de Macédoine-Orientale-et-Thrace en Grèce. Le dème actuel est issu de la fusion en 2011 entre les dèmes d'Eleftherés, d'Eleftheroúpoli, d'Orfáni, de Pangéo et de Pierís.

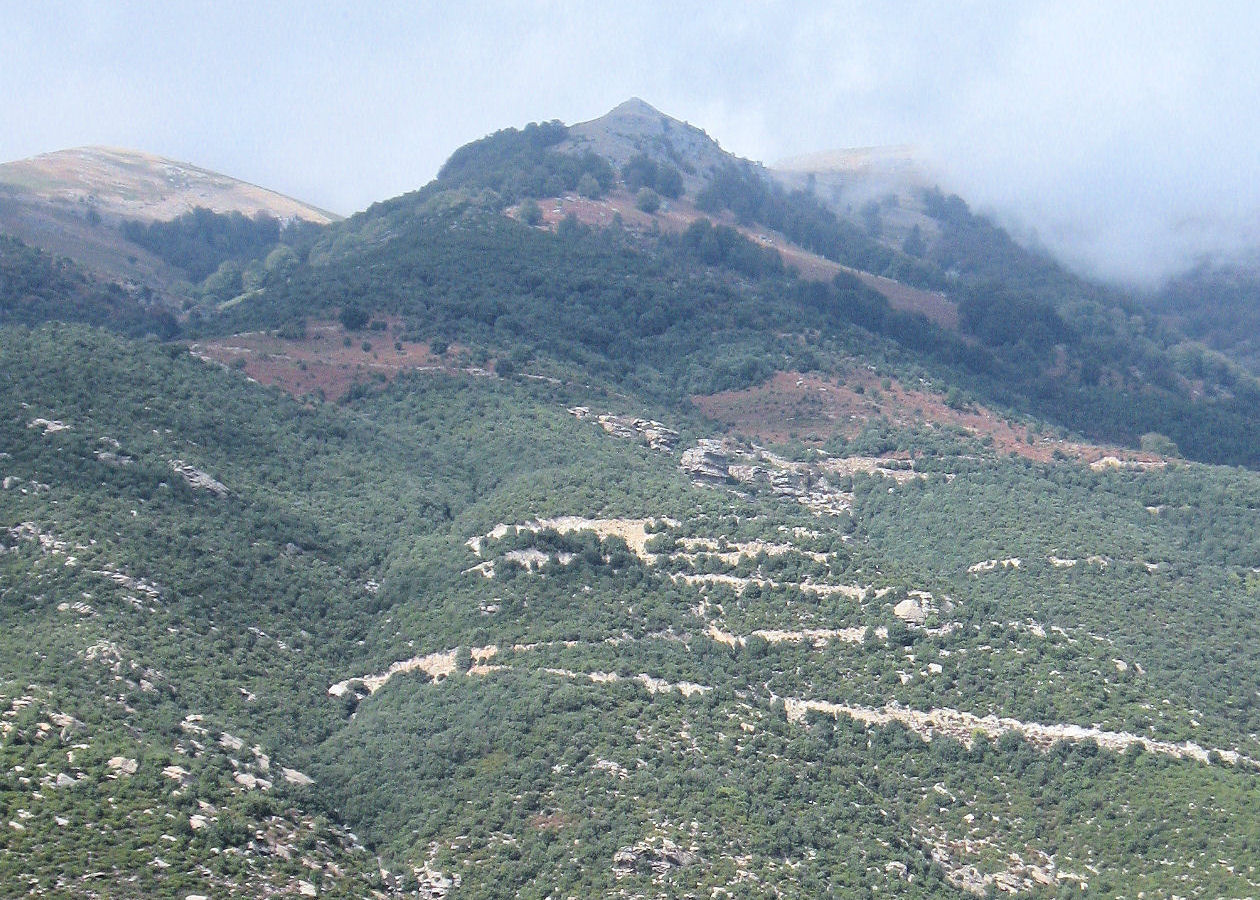
Les sommets du Pangée

Il tient son nom du massif du Pangée.